# جامعة فروتسواف

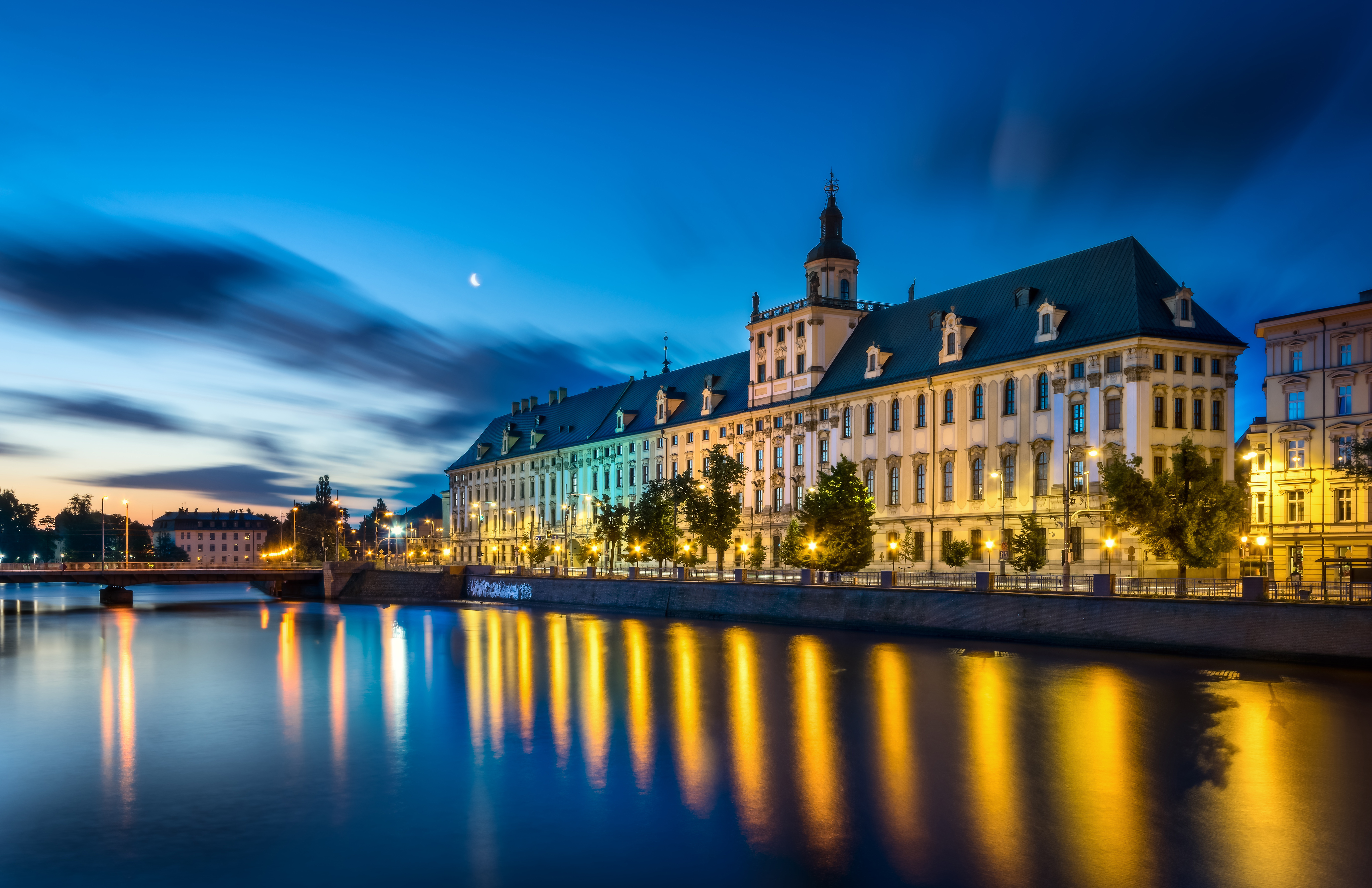
جامعة فروتسواف ليلاً

جامعة فروتسواف ((بالبولندية: Uniwersytet Wrocławski)‏; (بالألمانية: Universität Breslau)‏; (باللاتينية: Universitas Wratislaviensis)‏) هي جامعة عامة تقع في مدينة فروتسواف في بولندا. أنشأت عام 1702، وتعتبر إحدى أقدم مؤسسات التعليم العالي ذات المستوى الجامعي في أوروبا الوسطى حيث بلغ عدد طلابها عام 2012 حوالي 30,000 طالب. بقيت طوال تاريخها مركز تعليم عظيم للدول الناطقة بالألمانية حتى التغيرات الإقليمية التي حدثت في ألمانيا بعد الحرب العالمية الثانية. بعد التغيرات الإقليمية التي حدثت في بولندا بعد الحرب العالمية الثانية استعاد الأكاديميون الذين كانوا يعملون في جامعة لفيف مبنى الجامعة الذي كان قد أصيب بأضرار جسيمة جرّاء حصار بريسلاو. عقدت المحاضرات الأولى في قاعات ذات نوافذ محطمة
تعتبر الجامعة حالياً الأكبر في منطقة سيلزيا السفلى، تخرج منها حوالي 100,000 طالب منذ عام 1945 بما فيهم ما يزيد عن 1900 باحثاً، حاز بعضهم على جوائز ذات مكانة لمساهماتهم في تطوير العلوم.

## الدراسة في جامعة فروتسواف
يوجد في جامعة فراتسواف عشر كليات توفر 44 مجالاً دراسياً، ولغة الدراسة هي اللغة البولندية مع قليل من اللغة الإنجليزية. توفر الجامعة برامج بكالوريوس وماجستير ودكتوراة. وجميع الشهادات التي تمنحها معترف بها دولياً

### التخصصات والدرجات العلمية
درجة البكالوريوس
- بكالوريوس في الاقتصاد والأعمال المستدامة
- برنامج بكالوريوس في الهوية الكلاسيكية والأوروبية
- بكالوريوس آداب في العصور القديمة وعلم الآثار
- بكالوريوس آداب في علم فقه اللغة الإنجليزية
- بكالوريوس آداب في الحضارات الأوروبية
- بكالوريوس آداب في العلوم السياسية- السياسات المقارنة
- بكالوريوس علوم في التقنية الحيوية
- بكالوريوس علوم في الكيمياء
- القانون الدولي والأوروبي

درجة الماجستير
- ماجستير آداب في إدارة المنظمات الدولية
- ماجستير آداب في التواصل الثقافي
- ماجستير آداب في اللغويات التطبيقية والنظرية
- ماجستير آداب في علم فقه اللغة الإنجليزية
- ماجستير آداب في Erasmus Mundus دراسات دولية
- ماجستير آداب في الدراسات الأوروبية
- ماجستير آداب في العلاقات الدولية -دراسات دولية
- ماجستير آداب في الاتصال الصوري (الإعلانات، العلاقات العامة، العلامات التجارية)
- ماجستير آداب في التداخل بين الثقافات (علم الاجتماع والتواصل بين الثقافات، النظرية التنظيمية)